# Нафтобод
Нафтобод (тадж. Нафтобод) — село в районе Рудаки Республики Таджикистан. Входит в состав джамоата (сельской общины) Султонобод.
Прежнее название — Кирма (до 2008 года).
Находится на расстоянии 8 км от районного центра (пгт. Сомониён) и 37 км от центра джамоата (село Султонобод).
Население — 744 чел. (2017).